# 白山市美川スポーツセンター
白山市美川スポーツセンター（はくさんしみかわスポーツセンター）は、石川県白山市（旧・石川郡美川町）美川浜町タ6番地にある体育館。白山市立美川中学校に隣接しており、普段は美川中学校の体育館として使用されている。

## 特色
1991年（平成3年）に石川県で第46回国民体育大会が開催された際に、バドミントン競技の会場として建設された。その縁で、現在でもバドミントンの石川県大会や全国大会などが行われている。白山市立美川中学校のバドミントン部は石川県屈指の強豪である。なお、玄関ホールには美川町出身のトランポリン選手である中田大輔を顕彰するコーナーも設けられている。

## 施設概要
- アリーナ
  - バレーボール2面
  - バスケットボール2面　
  - バドミントン10面
- トレーニングルーム
- ミーティングルーム
- 第一研修室
- 第二研修室
- 第三研修室
- 2階観覧席 730席

## 交通アクセス
- IRいしかわ鉄道線 美川駅から徒歩約5分
- 北陸自動車道美川ICから約5分